# Jerikó kormányzóság
Jerikó kormányzóság (arabul محافظة أريحا [Muḥāfaẓat Arīḥā]) Palesztina tizenhat kormányzóságának egyike. Ciszjordánia keleti részén fekszik. Északon Túbász kormányzóság, keleten Jordánia (délkeleten a Holt-tengeren keresztül), délen Jeruzsálem kormányzóság, délnyugaton Rámalláh és el-Bíra kormányzóság, északnyugaton pedig Náblusz kormányzóság határolja. Központja Jerikó. Területe 605 km², népessége pedig a 2007-es népszámlálás adatai szerint 42 320 fő.